# Coptodactyla glabricollis
Coptodactyla glabricollis is een keversoort uit de familie bladsprietkevers (Scarabaeidae). De wetenschappelijke naam van de soort is voor het eerst geldig gepubliceerd in 1842 door Hope.